# Мартін Бюхель
Мартін Бюхель (нім. Martin Büchel, нар. 19 лютого 1987, Вадуц, Ліхтенштейн) — ліхтенштейнський футболіст, півзахисник національну збірну Ліхтенштейну та німецького клубу «Унтерферінг».

## Клубна кар'єра
Вихованець футбольної школи клубу «Руггелль».
У дорослому футболі дебютував 2006 року виступами за команду клубу «Цюрих», в якій з перервами на оренди провів сім років. 
2010 року грав в оренді за клуб «Вадуц» з Ліхтенштейну. 2011 року був орендований іспанським клубом «Депортіво», в якому, втім, грав лише за другу команду.
2012 року приєднався до складу німецького клубу «Унтерферінг».

## Виступи за збірну
2004 року дебютував в офіційних матчах у складі національної збірної Ліхтенштейну.